# أدولف غولدشميت
أدولف غولدشميت (بالألمانية: Adolph Goldschmidt)‏ (و. 1863 – 1944 م) هو مؤرخ الفن، وأستاذ جامعي ألماني، ولد في هامبورغ، كان عضوًا في الأكاديمية البروسية للعلوم، توفي في بازل، عن عمر يناهز 81 عاماً.

## روابط خارجية
- أدولف غولدشميت على موقع مونزينجر (الألمانية)